# Frederico Valério
Frederico Pires Valério (Lisboa, 11 de junho de 1913 – Lisboa, 29 de maio de 1982) foi um compositor português, pioneiro do fado canção.

## Biografia
Nasceu a 11 de junho de 1913, no 2.º andar esquerdo do n.º 16 da rua Capitão Renato Baptista, na freguesia dos Anjos, em Lisboa, como filho do industrial João Pires Valério (Loulé, 18 de Abril de 1887 - 19 de Março de 1961) e de sua mulher Justina da Paixão (Albufeira, 13 de Abril de 1887 - 1973).
A sua apetência para a música revelou-se logo na infância e, com 13 anos, iniciou a sua aprendizagem na Academia dos Amadores de Música, em paralelo com os estudos na Escola Comercial Veiga Beirão. Terminou o curso comercial e, mais tarde, foi para o Conservatório Nacional, para estudar piano.
Optando definitivamente pela carreira musical, o seu percurso profissional iniciou-se aos 19 anos, com a revista A Feira da Alegria, e em poucos anos afirmou-se como um dos mais prestigiados compositores da época, incluindo-se numa galeria de autores como Raul Portela, Raul Ferrão ou Frederico de Freitas. No decurso dessa década musicou para um grande número de revistas, com destaque para Anima-te, Zé! e Milho Rei, em 1935, À Vara Larga (1936), Chuva de Mulheres (1937), Cigarro Forte e Rua da Paz, em 1938, entre tantas outras produções que se estrearam nos teatros da capital. Os temas As Carvoeiras, cantado por Maria das Neves em Milho Rei, ou Mãos Sujas e Soldado do Fado, ambos interpretados por Hermínia Silva na revista Chuva de Mulheres, são exemplos do sucesso das suas composições.
Além de compositor, em 1932 e em 1936, chefiou a Orquestra Típica de Acordeão Algarvia, composta, entre outros, pelos acordeonistas José Ferreiro, José Ferreiro Júnior, António Madeirinha e José Marúm.
No início da década de 1940 o seu trajeto musical cruzou-se com o de Amália Rodrigues, para quem compôs alguns dos seus maiores êxitos deste período – Fado do ciúme, Ai Mouraria, Fado Malhoa e Que Deus me perdoe, entre outros. Frederico Valério está na vanguarda do aparecimento do chamado Fado moderno, também chamado Fado Canção, “um sub-género que os puristas do meio fadista começarão por repudiar como espúrio mas que muitos dos fadistas mais reputados não hesitarão a adoptar para os seus repertórios, sobretudo quando Frederico Valério vier a compor para Amália alguns dos seus maiores sucessos da década de 1940 (…).” (cfr. Rui Vieira Nery, p. 214).
Em 1947 é o autor da banda sonora do filme Capas Negras, que conta com a participação de Amália. A opereta Rosa Cantadeira, na qual cantavam Hermínia Silva e Amália Rodrigues, estreou em abril de 1948 no Teatro Apolo.
Não obstante o enorme sucesso alcançado em Portugal, decidiu rumar aos Estados Unidos da América em 1948, incentivado por um empresário da Broadway, que conheceu na orquestra do Casino Estoril. Neste período de atividade no prestigiado mercado musical norte-americano, o maestro português registou um sucesso sem precedentes. Primeiro ao atingir o número 1 do Hit Parade, com o tema Don’t Say Goodbye, e mais tarde ao assinar dois musicais na conceituada Broadway: On with the Show e Hit the Trail (1954). Do seu ilustre currículo internacional consta ainda a gravação de temas com enorme popularidade em países como o Brasil, a Alemanha, a França e a Inglaterra.
De novo em Portugal, onde regressou no ano de 1955, e até ao final da sua carreira, ainda compôs para Simone de Oliveira, Helena Tavares e Cidália Moreira. Em 1958 escreveu a música para o filme Sangue Toureiro, onde Amália Rodrigues contracenava com o matador de toiros Diamantino Viseu.
Morreu a 29 de maio de 1982, na freguesia de São Sebastião da Pedreira, em Lisboa, aos 68 anos.

## Cinema - bandas sonoras
Compôs para os filmes:
- Capas Negras (1947) - Armando de Miranda
- Aqui, Portugal(1947) - Armando de Miranda
- Um Marido Solteiro (1952) - Fernando Garcia
- Madragoa (1952) - Perdigão Queiroga
- Sangue Toureiro (1958) - Augusto França

## Casamentos e descendência
Casou primeira vez em Lisboa, a 1 de agosto de 1959, com María del Pilar Rodríguez García Cabeza Clemens, então de 19 anos, natural de Málaga, Espanha, filha de Antonio Rodríguez Pérez e de Inez García Cabeza Clemens. Os dois divorciaram-se por mútuo consentimento através de sentença transitada em julgado a 2 de abril de 1966. Deste casamento nasceu uma filha, Maria do Pilar Clemens Valério (28 de Fevereiro de 1960), casada com José Eduardo da Costa Rodrigues e mãe de Sara Inês Clemens Valério Rodrigues (Lisboa, Maternidade Alfredo da Costa, 31 de Julho de 1982).
Casou segunda vez em Lisboa, a 18 de Julho de 1979, com Laura Alves.